# Karel Wälzer
Karel Wälzer (né le 28 août 1888 à Pilsen en royaume de Bohême, mort en janvier 1948) est un joueur de hockey sur glace professionnel tchécoslovaque médaillé olympique qui évoluait au poste de gardien de but.

## Carrière
Il évolue en club pour le ČSS Praha mais est surtout connu pour sa carrière internationale. Il joue ainsi avec l'équipe de Bohême lors du championnat d'Europe 1912. L'équipe aurait dû remporter la première place mais les résultats sont annulés en raison de tension et de défaut de qualification pour l'Autriche. En 1913, il est remplacé dans les buts par Jan Peka et il fait ses retours avec l'équipe nationale lors de l'1914 édition suivante. Assisté de Václav Pondělíček, les deux gardiens vont offrir une nouvelle première place à leur équipe pour cette dernière édition avant la première Guerre mondiale.
Après la guerre, il joue avec l'équipe de Tchécoslovaquie qui remporte la médaille de bronze au tournoi de hockey en 1920 à Anvers. Il fait alors partie de la première équipe participant à une compétition officielle et perd contre les Falcons de Winnipeg représentants du Canada sur la marque de 15 buts à 0. Le second match est également soldé par une défaite de son pays avec une défaite 16-0 contre l'équipe des États-Unis. La première victoire de l'équipe vient contre les Suédois. La Tchécoslovaquie remporte le match 1 but à 0, but inscrit par Josef Šroubek.
Il participe par la suite à la première édition post-guerre du championnat d'Europe mais seulement deux nations jouent la compétition et la Tchécoslovaquie perd sur le score de 7-4.

## notes et références
- (cs) Cet article est partiellement ou en totalité issu de l’article de Wikipédia en tchèque intitulé « Karel Wälzer » (voir la liste des auteurs).

1. ↑  (cs) « Legendární brankář i prohnaný podvodník. Wälzer kdysi chystal obří podfuk », sur www.hokej.cz (consulté le 5 juillet 2020).
2. ↑  (en) Fiche de carrière sur https://www.sports-reference.com/.
3. ↑  Championnat d'Europe de 1912 sur http://www.hockeyarchives.info/.
4. ↑  Jeux olympiques de 1920 sur http://www.hockeyarchives.info/.
5. ↑  (cs) Historique des premières années de l'équipe tchécoslovaque sur « http://historie.hokej.cz »(Archive.org • Wikiwix • Archive.is • Google • Que faire ?).